# فيرن جانيه
افيرن كلارنس «فيرن» جانيه (26 فبراير 1926 - 27 أبريل 2015)  مصارع أمريكي محترف، ولاعب كرة قدم، ومدرب ومروج للمصارعة الحرة. يعتبر فيرن مؤسس جمعية المصارعة الأمريكية التي كان مقرها في منيابولس وكانت الجمعية تحظى بشعبية كبيرة في العالم الغربي إلى أن أغلقها عام 1991.

## روابط خارجية
- فيرن جانيه على موقع IMDb (الإنجليزية)
- فيرن جانيه على موقع قاعدة بيانات الفيلم (الإنجليزية)
- فيرن جانيه على موقع دبليو دبليو إي (الإنجليزية)
- فيرن جانيه على موقع WrestlingData.com (الإنجليزية)
- فيرن جانيه على موقع CageMatch worker (الإنجليزية)
- فيرن جانيه على موقع قاعدة بيانات المصارعة على الإنترنت (الإنجليزية)
- فيرن جانيه على موقع عالم المصارعة على الإنترنت (الإنجليزية)